# Izstopna hitrost projektila
Izstopna hitrost projektila (ang. muzzle velocity) je hitrost, ki jo ima projektil, ko zapusti cev. Izstopne hitrosti strelnih oz. artilerijskih orožij so od 120 m/s (390 ft/s) pa do 1.700 m/s (5.600 ft/s) pri kinetičnih penetratorjih.
Lahkoplinski in tirni topovi dosežejo tudi čez 8500 m/s.
Izstopna hitrost je odvisna od mase projektila, količine in vrste smodnika (polnila) ter dolžine cevi.
Efekte, ki vplivajo na izstopno hitrost preučuje notranja balistika.